# Lankascincus deraniyagalae
Espèce
Lankascincus deraniyagalae est une espèce de sauriens de la famille des Scincidae.

## Répartition
Cette espèce est endémique du Sri Lanka.

## Étymologie
Cette espèce est nommée en l'honneur de Paulus Edward Pieris Deraniyagala.

## Publication originale
- Greer, 1991 : Lankascincus, a new genus of scincid lizards from Sri Lanka, with descriptions of three new species. Journal of Herpetology, vol. 25, no 1, p. 59-64.